# Octopus (Belgique)
Pour les articles homonymes, voir Octopus (homonymie).
 (14 octobre 2014).
Octopus est le nom donné à une concertation politique entre huit partis en Belgique. Installé officiellement le 15 janvier 2008, ce groupement politique est alors chargé de se pencher sur la réforme de l'État.

## Contexte
La Belgique est secouée par des crises politiques communautaires à répétition.
Une des réponses apportées à ces crises sont des réformes de l'État belge vers une répartition différente des compétences entre l'état fédéral, les régions et les communautés. 
Les réformes de l'État belge requièrent une majorité des deux tiers au Parlement belge.
Généralement, les partis qui forment le gouvernement belge n'atteignent pas cette majorité et doivent donc faire appel à l'opposition ou bien les réformes ont un tel impact sur le pays qu'un consensus plus large est souhaitable.
C'est pourquoi les 4 principales familles politiques des 2 principales communautés linguistiques (8 partis) ont décidé de se concerter pour arriver à des accords qui obtiennent une majorité des deux tiers au Parlement. 
Les huit partis impliqués dans la concertation de 2007-2008 sont :
- CD&V/NVA, sociaux-chrétiens flamands
- Open VLD, libéraux flamands
- Sp.a, socialistes flamands
- Groen!, écologistes flamands
- PS, socialistes francophones
- MR, libéraux francophones
- CDH, centristes francophones
- Ecolo, écologistes francophones

## Variante
Lorsque le parti Sp.A a décidé de se retirer début juin 2008 de cette concertation, la presse parla de « Heptapus », de « Septopus » ou de « Octopus bis »,,.